# Saint-Jean-de-Côle
 Saint-Jean-de-Côle  (en occitano Sent Joan de Còla) es una población y comuna francesa, situada en la región de Aquitania, departamento de Dordoña, en el distrito de Nontron y cantón de Thiviers.
El pueblo está clasificado con el sello de calidad de Les plus beaux villages de France (Los pueblos más bellos de Francia).
Forma parte del Camino de Santiago (Via Lemovicensis).

## Demografía
| 825 | 887 | 738 | 810 | 902 | 922 | 885 | 970 | 932 | 939 | 959 | 879 | 894 | 864 | 1 107 | 824 | 751 | 794 | 815 | 722 | 613 | 603 | 518 | 505 | 479 | 419 | 381 | 318 | 318 | 343 | 339 | 326 | 349 |
| Para los censos de 1962 a 1999 la población legal corresponde a la población sin duplicidades (Fuente: INSEE [Consultar]) |     |     |     |     |     |     |     |     |     |     |     |     |     |       |     |     |     |     |     |     |     |     |     |     |     |     |     |     |     |     |     |     |

## Lugares de interés
- Castillo de la Marthonye

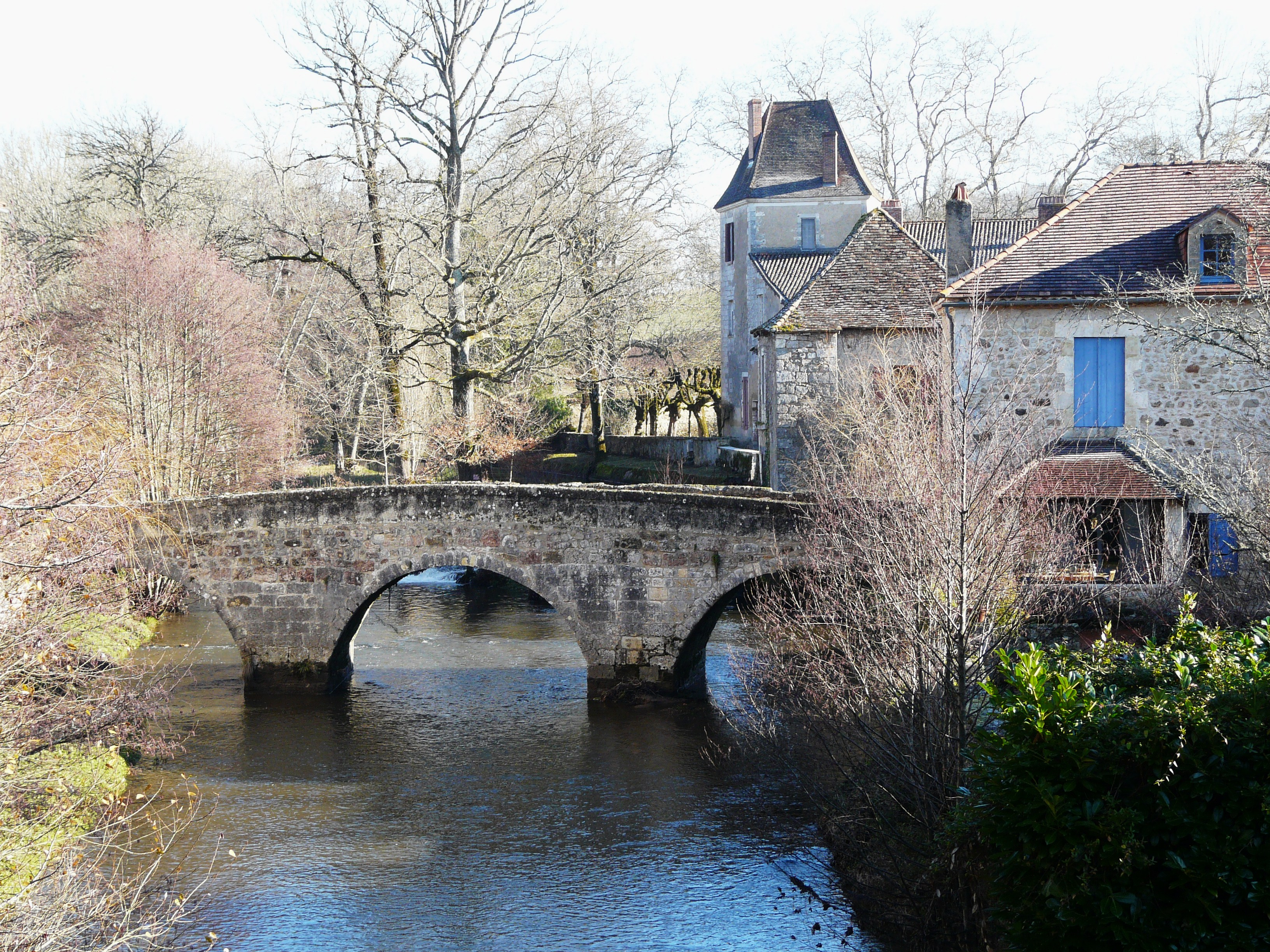
Puente románico y priorato.

- Antiguo puente románico del siglo XII
- Castillo de Lamarthonie